# Гелдерсхајм
Гелдерсхајм (њем. Geldersheim) општина је у њемачкој савезној држави Баварска. Једно је од 29 општинских средишта округа Швајнфурт. Према процјени из 2010. у општини је живјело 2.501 становника. Посједује регионалну шифру (AGS) 9678132.

## Географски и демографски подаци
Гелдерсхајм се налази у савезној држави Баварска у округу Швајнфурт. Општина се налази на надморској висини од 234 метра. Површина општине износи 15,3 km². У самом мјесту је, према процјени из 2010. године, живјело 2.501 становника. Просјечна густина становништва износи 163 становника/km².